# Bull and bear
I bull and bear (letteralmente "il toro e l'orso") sono dei titoli obbligazionari nati negli anni ottanta in Germania e Giappone, con l'intento di inserire un elemento speculativo all'interno del mercato delle obbligazioni. Tale elemento si riferisce all'ammontare del rimborso della quota capitale da incassare al momento della scadenza del titolo.
I bull and bear fanno parte della più ampia categoria dei titoli indicizzati, ma si differenziano da questi ultimi per il fatto che essi si legano all'andamento di uno o più mercati al fine di stabilire la quota del rimborso (mentre i titoli indicizzati si basano su vari indicatori economici al fine di mantenere intatto il potere d'acquisto del titolo). Il tasso d'interesse periodico che l'obbligazione paga risulta essere tuttavia fisso.